# A Christmas Carol (musical 1994)
A Christmas Carol è un musical con libretto di Mike Ockrent e Lynn Ahrens e musiche di Alan Menken, tratto dall'omonimo racconto di Charles Dickens. Dal 1994 al 2003 il musical è andato in scena ogni dicembre al Madison Square Garden di New York.

## Trama
Ebenezer Scrooge è un usuraio avido e crudele, che non rispetta lo spirito del Natale né i suoi parenti ed impiegati. Il defunto socio Jacob Marley gli appare una vigilia di Natale per annunciargli la visita di tre fantasmi che proveranno a redimerlo: se Scrooge non accetterà e seguirà i loro consigli, ad attenderlo ci sarà solo la dannazione eterna, la stessa sorte che spetta a Marley. Così, durante la notte, Scrooge viene visitato dal Fantasma dei Natali Passati, il Fantasma del Natale Presente e dal Fantasma dei Natali Futuri, che gli mostrano i suoi errori del passato, le ripercussioni che essi hanno sul futuro e le tragiche conseguenze che porteranno al figlioletto malato del suo dipendente e allo stresso Scrooge. Alla fine Scrooge si ravvede, fa ammenda con il nipote e l'impiegato e diventerà un noto filantropo e amante del Natale.

## Brani musicali
- "The Years Are Passing By" – Becchino
- "Jolly, Rich and Fat (A Jolly Good Time)" – Ensemble
- "Nothing to Do With Me" – Scrooge, Cratchit
- "Street Song"("Nothing To Do With Me") – Scrooge, Cratchit, Fred, Jonathan, Ensemble
- "You Mean More To Me" - Cratchit, Tiny Tim
- "Link By Link" – Jacob Marley, Ensemble
- "The Lights of Long Ago" (Part 1) – Fantasma dei Natali Passati & Famiglia Scrooge
- "God Bless Us, Everyone" –  Madre di Scrooge, giovane Fan e giovane Scrooge
- "A Place Called Home" – Scrooge adolescente, Emily, Scrooge
- "Mr. Fezziwig's Annual Christmas Ball" – Fezziwig, Mrs. Fezziwig, Scrooge, Fantasma dei Natali Passati, Ensemble
- "The Lights of Long Ago" (Part 2) – Scrooge adolescente, giovane Marley, Emily,
- "Abundance And Charity" – Fantasma del Natale Presente, Ensemble
- "Christmas Together" – Tiny Tim,  Fantasma del Natale Presente, famiglia Cratchit, Fred, Ensemble
- "Dancing On Your Grave" – Scrooge, Mrs. Mops, Ensemble
- "Yesterday, Tomorrow And Today" – Scrooge
- "The Years Are Passing By" (reprise) - Jonathan
- "Nothing to Do With Me" (reprise) - Scrooge
- "Christmas Together" (reprise) – Ensemble
- "God Bless Us Everyone" – Ensemble

## Produzioni
Il musical debuttò al Paramount Theatre del Madison Square Garden il 22 novembre 1994, con la regia di Mike Ockrent, le coreografie di Susan Stroman e le scenografie di Tony Walton. Il musical rimase in cartellone per novanta repliche, con Walter Charles nel ruolo di Ebenezer Scrooge. Da allora A Christmas Carol è stato messo in scena ogni Natale fino al 27 dicembre 2003, con una serie di attori famosi che, di anno in anno, si successero nel ruolo del celebre usuraio. Essi furono: Terrence Mann (1995), Tony Randall (1996), Hal Linden e Roddy McDowall (1997), Roger Daltrey (1998), Tony Roberts (1999), Frank Langella (2000), Tim Curry (2001), F. Murray Abraham (2002) e Jim Dale (2003).
A Christmas Carol fu messo in scena a Londra per la prima volta in una versione concertistica al Lyceum Theatre il 19 dicembre 2016. Il cast era composto da: Robert Lindsay (Ebenezer Scrooge), Alex Gaumond (Bob Cratchit), Carrie Hope Fletcher (Emily Cratchit), Giovanna Fletcher as Emily (Mrs Cratchit), Madalena Alberto (Fantasma dei Natali Passati), Hugh Maynard (Fantasma del Natale Presente), Norman Bowman (Jacob Marley), Peter Polycarpou (Mr Fezziwig) e John Addison (Fred Anderson). Il concerto fu successivamente riproposto l'11 e il 19 dicembre 2017, sempre con Linsday nel ruolo di Scrooge, mentre nel 2018 il musical tornò a Londra per due date, con Griff Rhys Jones nel ruolo dello strozzino e Rosemary Ashe in quello di Mrs Fezziwig).
Dal 7 dicembre 2020 al 2 gennaio 2021 il musical è andato in scena al Dominion Theatre del West End londinese con Brian Conley nel ruolo di Scrooge, Jacquelina Jossa nel ruolo di Emily/Fantasma dei Natali futuri, Jeremy Secomb nella parte di Jacob Marley e Rebecca Lock in quello di Mrs. Cratchit. La regia era firmata da Shaun Kerrison e il cast e il pubblico erano distanziati per mantenere la sicurezze di artisti e spettatori durante la pandemia di COVID-19 del 2019-2021.

## Adattamento televisivo
Nel 2004 Arthur Allan Seidelman ha diretto l'omonimo adattamento televisivo per NBC. Il cast comprendeva: Kelsey Grammer (Scrooge), Jane Krakowski (Fantasma dei Natali Passati), Jesse L. Martin (Fantasma del Natale Presente), Geraldine Chaplin (Fantasma dei Natali Futuri), Jennifer Love Hewitt (Emily), Jason Alexander (Marley), Linzi Hateley (Mrs Cratchit), Julian Ovenden (Fred Anderson), Ruthie Henshall (Mamma di Scrooge), Claire Moore (Mrs Fezziwig) e Brian Bedford (Mr Fezziwig).